# Stensjön (Vilhelmina socken, Lappland, 715897-155665)
Stensjön är en sjö i Vilhelmina kommun i Lappland och ingår i Ångermanälvens huvudavrinningsområde. Sjön har en area på 0,324 kvadratkilometer och ligger 395 meter över havet.

## Delavrinningsområde
Stensjön ingår i det delavrinningsområde (715835-155637) som SMHI kallar för Utloppet av Stensjön. Medelhöjden är 433 meter över havet och ytan är 2,79 kvadratkilometer. Det finns inga avrinningsområden uppströms utan avrinningsområdet är högsta punkten. Vattendraget som avvattnar avrinningsområdet har biflödesordning 5, vilket innebär att vattnet flödar genom totalt 5 vattendrag innan det når havet efter 298 kilometer. Avrinningsområdet består mestadels av skog (60 procent) och sankmarker (13 procent). Avrinningsområdet har 0,32 kvadratkilometer vattenytor vilket ger det en sjöprocent på 11,5 procent.